# Canal de Beaulieu
Le canal de Beaulieu ou canal de dérivation de Beaulieu à Villiers-sur-Seine est un canal navigable, long de 9,1 kilomètres, évitant les nombreux méandres de la Seine, au nord du fleuve, entre Le Mériot et Noyen-sur-Seine. Il compte deux écluses.

## Communes traversées
- Aube : Nogent-sur-Seine ~ Le Mériot ~ La Motte-Tilly ~ Courceroy ;
- Seine-et-Marne : Melz-sur-Seine ~ Villiers-sur-Seine ~ Noyen-sur-Seine.

## Bassin versant
Son bassin versant correspond à trois zones hydrographiques traversées : 
- « Le Resson de sa source au confluent de la Seine (exclu) (F215) » ;
- « La Seine du confluent de la Noue des Nageoires (exclu) au confluent de l'Orvin ( (F211) » ;
- « La Seine du confluent de l'Orvin (exclu) au confluent du Resson (exclu) (F214)» ;

et s'étend sur 47 km2. 
Il est constitué à:
- 64,17 % de « territoires agricoles » ;
- 29,61 % de « forêts et milieux semi-naturels » ;
- 4,14 % de « territoires artificialisés » ;
- 1,69 % de « surfaces en eau ».

## Avenir
L'actuel canal de Beaulieu est voué à moyen terme à être rendu obsolète par le projet « Bray-Nogent » porté par Voies navigables de France et visant à rendre la Seine accessible aux bateaux de 2 500 tonnes jusqu'à Nogent-sur-Seine. Son comblement partiel à l'issue de ce projet est envisagé.